# 延命院 (宇都宮市)
延命院（えんめいいん）は、栃木県宇都宮市泉町4にある真言宗智山派の寺院である。山号は摩尼山。本尊は地蔵菩薩。開基（創立者）は藤原宗円。

## 歴史
- 1063年（康平6年）- 藤原宗円が大仏師定朝作の延命地蔵菩薩立像（源義家の持仏）を比叡山から奉拝して本尊とする天台宗宝錫寺を宇都宮城内に建立。
- 1504年（永正元年）- 山城国醍醐寺の僧である良範が歴遊し、寺と地蔵堂を建て、宝珠寺延命院とし真言宗に改宗。
- 1582年（天正9年）- 延命院のトチノキが宇都宮城から移植されたと言われる。
- 1620年（元和6年）- 本多正純が宇都宮城改修のため本寺を現在地（当時は西原郷）に移築。
- 1734年（享保19年）- 現在の地蔵堂を建立。客殿、庫裏、地蔵堂、鐘楼、二十三夜堂などの建造物を有する伽藍となる。
- 1773年（安永2年） - 宇都宮大火により一部建造物が焼失。
- 1774年（安永3年）- 幼少期の蒲生君平が当寺において修学。
- 1868年（慶応4年） - 戊辰戦争宇都宮城の戦いにより、多くの建造物を焼失。
- 1927年（昭和2年） - 本堂と庫裏を再建。
- 1972年（昭和47年）9月1日 - 当寺に所縁のあった版画家の川上澄生が他界、以後、澄生の命日である9月1日には当寺で「洋燈忌」が行われるようになった。
- 1982年（昭和57年）- 地蔵菩薩立像に修繕が施される。

## 境内
- 本堂
  - 延命院地蔵菩薩縁日著色絵図額
- 地蔵堂
  - 木造地蔵菩薩像（県指定有形文化財）
- 山門
- 鐘楼
- 「蒲生君平先生少年時代修学の寺」の碑

## 文化財
- 木造地蔵菩薩像
  - 地蔵堂に安置される地蔵菩薩。全身金箔の寄木造りで制作時期は室町時代とされる。鎌倉時代快慶の作風を引く。

1953年（昭和28年）11月10日、栃木県の有形文化財（彫刻）に指定されている。
- 延命院地蔵菩薩縁日著色絵図額
  - 1864年(元治元年)4月29日（旧3月24日）の地蔵堂縁日の情景を描いたもので、菊地愛山の作。当時の風俗を伝えるものとして高く評価されている。

1958年（昭和33年）1月24日、宇都宮市の有形文化財に指定されている。
- 地蔵堂
  - 享保年間（1716年～1736年）の建築。建築様式は木造平屋の三間堂。芳賀郡田野辺村（現市貝町あるいは茂木町）の宮大工である永野（長野）万右衛門による普請で、基礎に大谷石を用いていること、屋根に入母屋風二重屋根・石葺きを用いていたこと（現在は瓦葺き）、斗拱と欄間の彫刻が特に優れていること、などが特徴。本堂は記録上、報恩寺の山門より約80-100年後の建築であるが、宇都宮市は本堂が市内最古の木造建築であろうことを公認しており[1]、出版物にもその記述が見られる[2] ことから、客観的には宇都宮市内最古の木造建築は延命院地蔵堂と目される。

1961年（昭和36年）10月4日、宇都宮市の有形文化財に指定されている。
- 紙本淡彩菊地愛山自画像
  - 菊地愛山88歳の折の作といわれる。

1966年（昭和41年）2月8日、栃木県の有形文化財（絵画）に指定されている。
- 延命院のトチノキ
  - 樹齢350年といわれ、高さ18m、幹周囲3.4mにおよぶ古木。1989年（平成元年）には「とちぎの名木100選」に選ばれた。

1975年（昭和50年）3月25日、宇都宮市の天然記念物に指定されている。

## 川上澄生と延命院
版画家・川上澄生の自宅は、当寺から徒歩数分の現在の宇都宮女子高校の近くにあり、時の住職が澄生の教え子（宇都宮中学＝現在の宇都宮高校）であった関係で、時折澄生は当寺を訪れ教え子たちを前に自身の作品に関する説話など美術講談をもっていた。こうした関係から、川上澄生の命日である毎年9月1日を「洋燈忌」とし当寺で供養が行われている。

## 火防延命地蔵菩薩の伝承
現在の地蔵堂は以下の宇都宮市域の大火において焼失を免れている。これには延命地蔵が「小さき僧」となって地蔵堂の屋根に登り、降りかかる火の粉を払って火の回りを防いだという伝承がある。
- 1773年（安永2年）- 宇都宮大火
- 1832年（天保3年）- 宇都宮大火
- 1868年（明治元年）4月19日～23日 - 戊辰戦争宇都宮城の戦いの戦火
- 1945年（昭和20年）7月12日- 宇都宮空襲

## 交通アクセス
バス
- JR宇都宮駅西口から
  - 関東バス　［50］清住戸祭細谷線「清住町」下車、徒歩5分。

徒歩
- 東武宇都宮駅から
  - 徒歩10分（東武駅前バス停から大通りを西に向かって歩き、伝馬町交差点で右折、「清住町通り」最初の信号の手前の丁字路を右折し、すぐの路地を右に入ってすぐ左側）